# HD 106252
HD 106252 — одиночная звезда в созвездии Девы на расстоянии приблизительно 124 световых лет (около 38,1 парсек) от Солнца. Визуальная звёздная величина звезды — +7,36m. Возраст звезды определён около 3 млрд лет.
Вокруг звезды обращается, как минимум, одна планета.

## Характеристики
HD 106252 — жёлтый карлик спектрального класса G0V, или G0. Масса — около 1,047 солнечной, радиус — около 1,092 солнечного, светимость — около 1,3 солнечной. Эффективная температура — около 5770 K.

## Планетная система
В 2002 году группой астрономов было объявлено об открытии планеты HD 106252 b.
В 2019 году учёными, анализирующими данные проектов Hipparcos и Gaia, у звезды обнаружена планета HIP 59610 c.